# Elaphidion spinicorne
Elaphidion spinicorne är en skalbaggsart som först beskrevs av Dru Drury 1773.  Elaphidion spinicorne ingår i släktet Elaphidion och familjen långhorningar.
Artens utbredningsområde är Haiti. Inga underarter finns listade i Catalogue of Life.